# Mohamadou Abbo Ousmanou
 (octobre 2023).
Si vous disposez d'ouvrages ou d'articles de référence ou si vous connaissez des sites web de qualité traitant du thème abordé ici, merci de compléter l'article en donnant les références utiles à sa vérifiabilité et en les liant à la section « Notes et références ».
En pratique : Quelles sources sont attendues ? Comment ajouter mes sources ?
Mohamadou Abbo Ousmanou, également connu sous le nom d'Alhadji Abbo, né vers 1936 et mort le 13 octobre 2023 à Istanbul en Turquie est un homme d'affaires camerounais originaire de l'Adamaoua.

## Biographie

### Enfance et débuts
Mohamadou Abbo Ousmanou nait vers 1936 dans le département de la Vina dans la région de l'Adamaoua dans une famille peule.   Il perd son père très jeune et à 12 ans devient motorboy auprès d’un transporteur. Il fait des études coraniques. Son premier diplôme occidental est l'obtention d'un permis de conduire.

### Carrière
Il fait partie des plus grands entrepreneurs camerounais de la première heure[réf. souhaitée].
En 1956, il obtient son permis de conduire et devient chauffeur principal dans le transport en commun pour le compte d’Alhadji Mohamadou Pantani à Garoua. Il se lance en parallèle dans le commerce et obtient plus tard un prêt bancaire pour acheter son premier car de transport. Au fil des années, il bâtit sa fortune petit à petit entre commerces de bétail, commerce général, agriculture, transport, tourisme, industrie entre autres[réf. souhaitée].
Alhadji Abbo est l’un des plus grands producteurs de maïs du Cameroun à travers son entreprise Maïscam.
Il est également présent dans le tourisme avec son hôtel le relais Saint Hubert de Garoua. Il est présent dans le transport dans toutes les régions du septentrion du Cameroun. Il est également propriétaire d’un des plus grands ranchs du Cameroun, le ranch AMAO qui compte plus de 10 000 têtes de bovins. Il est également à la tête du conseil d'administration de la société sucrière NOSUCA.
Il est propriétaire d’un impressionnant château bâti sur plus de 3 hectares dans la ville de N’Gaoundéré. Il construit l'une des plus grandes fortunes du Cameroun sur près de 60 ans.
En 2019, le groupe Abbo est évalué entre 40 et 80 millions d'euros, axé sur la meunerie, l'hôtellerie, le sucre, le maïs et la sacherie.
Il décède à Istanbul le 13 octobre 2023 des suites d’une longue maladie. Il y avait été évacué dix jours plus tôt en raison de son état de santé.

### Vie privée
Il est père de 36 enfants pour 4 femmes. Il possède un imposant palais bâti sur 3,5 hectares en style oriental dans la ville de Ngaoundéré,,.